# Frogwares
Frogwares è uno studio indipendente di sviluppo di videogiochi, specializzato in avventure grafiche, con sedi in Ucraina, Irlanda e Francia. Il suo presidente è Waël Amr.
I suoi giochi più conosciuti sono la serie di avventure grafiche con protagonisti il detective Sherlock Holmes e il Dottor Watson, iniziata nel 2002 con Il mistero della mummia e che al 2023 conta dieci titoli principali e quattro casual games.
Oltre alla serie di Sherlock Holmes ha sviluppato due avventure basate sulle opere di Jules Verne, Viaggio al centro della Terra e Il giro del mondo in 80 giorni, e una ispirata alla leggenda di Dracula.
Nel febbraio 2011 è stata annunciata la creazione dello studio Waterlily Games, una divisione di Frogwares incentrata sullo sviluppo di casual games. Il primo gioco dello studio è stato il casual game Dracula: Love Kills, il seguito di Dracula: Origin.

## Avventure grafiche principali
- 2002 - Sherlock Holmes: Il mistero della mummia
- 2003 - Viaggio al centro della Terra
- 2004 - Sherlock Holmes: L'orecchino d'argento
- 2005 - 80 giorni
- 2006 - Sherlock Holmes: Il risveglio della divinità
- 2007 - Sherlock Holmes versus Arsène Lupin
- 2008 - Dracula: Origin
- 2009 - Sherlock Holmes contro Jack lo Squartatore
- 2011 - World of Battles: Morningstar
- 2012 - Il testamento di Sherlock Holmes
- 2013 - Magrunner: Dark Pulse
- 2014 - Sherlock Holmes: Crimes & Punishments
- 2016 - Sherlock Holmes: The Devil's Daughter
- 2019 - The Sinking City
- 2021 - Sherlock Holmes: Chapter One
- 2023 - Sherlock Holmes: The Awakened (remake del titolo del 2006)

## Casual game
- Sherlock Holmes: The Mystery of the Persian Carpet (2008)
- Mata Hari and the Kaiser's Submarines (2008)
- Sherlock Holmes and the Mystery of Osborne House (2009)
- Department 42: The Mystery of the Nine (2009)
- Sherlock Holmes and the Hound of the Baskervilles (2010)
- Dracula: Love Kills (2011) (Waterlily Games)
- Sherlock Holmes - Il mistero della città ghiacciata (2012)